# Prix littéraires du Gouverneur général 1997
Liste des Prix littéraires du Gouverneur général pour 1997, chacun suivi des finalistes.

## Français

### Prix du Gouverneur général: romans et nouvelles de langue française
- Aude, Cet imperceptible mouvement
- Bernard Assiniwi, La Saga des Béothuks
- Lise Bissonnette, Quittes et Doubles - Scènes de réciprocité
- Pierre Morency, La Vie entière - Histoires naturelles du Nouveau Monde
- Pierre Ouellet, Légende dorée

### Prix du Gouverneur général: poésie de langue française
- Pierre Nepveu, Romans-fleuves
- Nicole Brossard, Vertige de l'avant-scène
- Serge Legagneur, Poèmes choisis, 1961-1997
- Paul Chanel Malenfant, Fleuves
- Hélène Monette, Plaisirs et paysages kitsch

### Prix du Gouverneur général: théâtre de langue française
- Yvan Bienvenue, Dits et Inédits
- Jasmine Dubé, La Bonne Femme
- Marie-Line Laplante, Une tache sur la lune
- Robert Marinier, L'Insomnie
- Larry Tremblay, Ogre - Cornemuse

### Prix du Gouverneur général: études et essais de langue française
- Roland Viau, Enfants du néant et mangeurs d'âmes - Guerre, culture et société en Iroquoisie ancienne
- Fernand Dumont, Une foi partagée
- Yolande Geadah, Femmes voilées, intégrismes démasqués
- Alain Bernard Marchand, Tintin au pays de la ferveur
- François Ricard, Gabrielle Roy - Une vie

### Prix du Gouverneur général: littérature jeunesse de langue française - texte
- Michel Noël, Pien
- Dominique Demers, Maïna, tomes 1 et 2
- Agathe Génois, Sarah, je suis là !
- Jacques Godbout, Une leçon de chasse
- Maryse Pelletier, Une vie en éclats

### Prix du Gouverneur général: littérature jeunesse de langue française - illustration
- Stéphane Poulin, Poil de serpent, dent d'araignée
- Leanne Franson, L'Ourson qui voulait une Juliette
- Stéphane Jorisch, Casse-Noisette
- Gilles Tibo, Simon et le petit cirque

### Prix du Gouverneur général: traduction de l'anglais vers le français
- Marie José Thériault, Arracher les montagnes
- François Barcelo, La Face cachée des pierres
- Nicole Côté, Verre de tempête
- Pierrot Lambert, L'Insight : Étude de la compréhension humaine

## Anglais

### Prix du Gouverneur général: romans et nouvelles de langue anglaise
- Jane Urquhart, The Underpainter
- Sandra Birdsell, The Two-Headed Calf
- Matt Cohen, Last Seen
- Elizabeth Hay, Small Change
- Eric McCormack, First Blast of the Trumpet Against the Monstrous Regiment of Women

### Prix du Gouverneur général: poésie de langue anglaise
- Dionne Brand, Land to Light On
- Marilyn Bowering, Autobiography
- Patrick Friesen, A Broken Bowl
- Carole Glasser Langille, In Cannon Cave
- Don McKay, Apparatus

### Prix du Gouverneur général: théâtre de langue anglaise
- Ian Ross, fareWel
- Maureen Hunter, Atlantis
- Lee MacDougall, High Life
- Jason Sherman, Reading Hebron
- Judith Thompson, Sled

### Prix du Gouverneur général: études et essais de langue anglaise
- Rachel Manley, Drumblair - Memories of a Jamaican Childhood
- Wade Davis, One River : Explorations and Discoveries in the Amazon Rain Forest
- Catherine Dunphy, Morgentaler : A Difficult Hero
- Terry Glavin, This Ragged Place - Travels Across the Landscape
- Blair Stonechild et Bill Waiser, Loyal till Death - Indians and the North-West Rebellion

### Prix du Gouverneur général: littérature jeunesse de langue anglaise - texte
- Kit Pearson, Awake and Dreaming
- Cheryl Foggo, One Thing That's True
- James Heneghan, Wish Me Luck
- Teddy Jam, The Fishing Summer
- Barbara Nichol, Dippers

### Prix du Gouverneur général: littérature jeunesse de langue anglaise - illustration
- Barbara Reid, The Party
- Blair Drawson, Flying Dimitri
- Marie-Louise Gay, Rumpelstiltskin
- Robin Muller, The Angel Tree
- Ludmila Zeman, The First Red Maple Leaf

### Prix du Gouverneur général: traduction du français vers l'anglais
- Howard Scott, The Euguelion (de Louky Bersianik)
- Jane Brierley, Canadians of Old
- Patricia Claxton, Baroque at Dawn
- David Homel, A Drifting Year
- Nancy Huston, The Goldberg Variations